# اواوکو (مجموعه تلویزیونی)
اواوکو (به ژاپنی: 大奥 Ōoku) یک سریال ژاپنی است که توسط فوجی تلویژن ساخته شده‌است. داستان سریال زمینهٔ تاریخی دارد و اواوکو نام محل اقامت زنان در دوره ادو در قلعه ادو بوده‌است. محبوبیت این سریال پنج سری در سال‌های (۱۹۶۸، ۱۹۸۳، ۲۰۰۳ تا ۲۰۰۵) را تولید کرده‌است. همچنین فیلم او! اوکو نیز در سال ۲۰۰۶ بر همین اساس ساخته شده‌است.

## بازیگران اصلی
- توکوگو - میهو کاننو
- تاکی‌یاما - یوکو آسانو
- مارو - چیزورو ایکه واکی
- کازونومیا- یومی آداچی
- توکوگاوا ایه‌یاسو - کازوکی کیتامورا